# Артичаро (Кјети)
Артичаро (итал. Articciaro) је насеље у Италији у округу Кјети, региону Абруцо.
Према процени из 2011. у насељу је живело 42 становника. Насеље се налази на надморској висини од 216 м.